# Bobbio
Bobbio (emilián nyelven Bòbi, ligur nyelven Bêubbi) település Olaszországban, Emilia-Romagna régióban, Piacenza megyében. Lakosainak száma 3408 fő (2023. január 1.). Bobbio Brallo di Pregola, Coli, Corte Brugnatella, Menconico, Alta Val Tidone, Piozzano, Romagnese, Santa Margherita di Staffora és Travo községekkel határos.

## Népesség
A település népessége az elmúlt években az alábbi módon változott:
| Lakosok száma | 3572 | 3589 | 3408 |
|               | 2017 | 2018 | 2023 |